# ʿIlm ar-ridschāl
ʿIlm ar-ridschāl (arabisch علم الرجال, DMG ʿilm ar-riǧāl ‚Wissenschaft (über) die Männer‘) ist ein Genre der islamischen Literatur, das sich mit den Traditionariern, d. h. den Gewährsleuten in den Überlieferer-Ketten von Hadithen, befasst. Ziel ist es, so viel Wissen über diese Personen und ihren Hintergrund zusammenzutragen, dass eine Beurteilung der Vertrauenswürdigkeit der jeweiligen Person ermöglicht wird.

## Aufgaben
Die Hauptaufgaben der Literaturgattung besteht darin 1. den Charakter der Personen zu ergründen, 2. die Umstände der Übermittlung zu hinterfragen und 3. die Namen so zu identifizieren, dass  Verwechselungen zwischen den Überlieferern auszuschließen sind.
Als Grundvoraussetzung zur Überlieferung wurden gemeinhin allgemeine Fähigkeiten wie gute Gedächtnisfähigkeit, kompetente Sprachfähigkeiten und  eine generelle Sorgfalt im Hinblick auf die Aufgabenerfüllung ausgemacht. Stärker als diese Qualitäten wurde allerdings die moralische Integrität der überliefernden Person gewichtet. So hat es sich um einen (erwachsenen) Muslim zu handeln, der sich der Verantwortung seiner Aufgabe bewusst sein sollte. Zudem sollte er frei von Sünden sein und über einen aufrichtigen Charakter verfügen. Die jeweiligen Charaktereigenschaften werden so anhand des biographischen Materials individuell bewertet und Klassen der Vertrauenswürdigkeit zugeordnet.
Die konkreten Bewertungen und Anforderungen, die an eine Person gestellt wurden, die den höchsten Ansprüchen genügen soll, unterliegen dabei in starkem Maße der Einschätzung des jeweiligen Autors. Die oben skizzierten Qualitäten stellen gewissermaßen Leitlinien da, die je nach Präferenz des Gelehrten auch leicht modifiziert und ergänzt werden können. So insistiert Mālik ibn Anas  darauf, dass der Übermittler nicht nur die Nachricht (richtig) weitergibt, sondern auch den Inhalt und die Intention des Gesetzes verstanden hat.
Neben der Überprüfung der persönlichen Integrität besteht eine weitere Aufgabe in der Sichtung der biographische Details des Lebens der Überlieferer. Auf diese Weise soll sichergestellt werden, dass die in den isnād-Ketten behauptete Genealogie des Wissens zumindest theoretisch möglich ist. Drei Fragen sind dabei von besonderem Interesse:
- 1. Haben der Wissenüberliefernde und der Wissenempfangende tatsächlich zur gleichen Zeit gelebt, bzw. haben sich die Biographien zumindest teilweise überschnitten?
- 2. Lässt das Wissen um den Werdegang der beiden Personen Rückschlüsse darauf zu, ob sie sich zu einem bestimmten Zeitpunkt ihres Lebens gemeinsam an einem Ort aufgehalten haben?
- 3. Wie alt waren sie zum Zeitpunkt des Treffens, das heißt, hatten sie ein Alter erreicht, in dem sie das Gehörte auch geistig vollständig erfassen konnten?

## Ridschāl-Werke
Bekannte frühe Ridschāl-Werke sind das Kitāb aṭ-Ṭabaqāt al-kabīr („Das große Klassenbuch“) von Muhammad ibn Saʿd, das Kitāb at-Tārīḫ („Das Buch der Geschichte“) von al-Buchārī und al-Ǧarḥ wa-t-taʿdīl („Unglaubwürdig- und Glaubwürdig-Erklärung“) von Ibn Abī Hātim ar-Rāzī (gest. 938). Speziell vertrauenswürdigen Tradenten gewidmet war das Kitāb aṯ-Ṯiqāt von Muhammad Ibn Hibban al-Bustī (884–965).
Zu den Ridschāl-Werken der späteren Zeit gehören al-Kamāl fī maʿrifat asmāʾ ar-riǧāl („Das Vollständige in der Kenntnis der Namen der Gewährsleute“) von ʿAbd al-Ghanī al-Maqdisī und seine Erweiterung, das monumentale Werk Tahḏīb al-kamāl fī asmāʾ ar-riǧāl („Die Erweiterung des Vollständigen über die Namen der Gewährsleute“) von al-Mizzī.
Eine Sub-Disziplin der Ridschāl-Wissenschaft beschäftigt sich mit homographen Eigennamen, also solchen Namen, die zwar mit den gleichen (oder ähnlichen) arabischen Buchstaben geschrieben werden, jedoch unterschiedlich ausgesprochen werden und auch unterschiedliche Personen bezeichnen. Beispiele für solche homographen Namen sind Salām und Sallām, die beide سلام geschrieben werden, ʿUmāra und ʿImāra (عمارة), Karīz und Kuraiz (كريز), sowie bei Weglassung der diakritischen Zeichen und Beschränkung auf den Rasm Ḥizām und Ḥarām (حزام, حرام). Als eines der wichtigsten Werke auf diesem Wissensfeld, das als al-Muʾtalif wa-l-muḫtalif ("das Übereinstimmende und Verschiedene") bezeichnet wird, gilt das Kitāb al-Ikmāl („Buch der Vervollständigung“) von ʿAlī ibn Hibatallāh Ibn Mākūlā (geb. 1031), das frühere Werke zu diesem Thema von ad-Dāraqutnī (gest. 995), ʿAbd al-Ghanī ibn Saʿīd al-Azdī (gest. 1019) und al-Chatīb al-Baghdādī (gest. 1071) zusammenführt und vervollständigt.
```
Neben den Ridschāl-Werken selbst werden für die Disziplin auch Bücher aus anderen Disziplinen benutzt, wie die ʿIlal-Bücher von Ibn Maʿīn und 
Ahmad ibn Hanbal
, und Geschichtsbücher wie von al-Madāʾinī.
```

## Kritik
Die ʿilm ar-riǧāl als Hilfswissenschaft der Hadith-Gelehrsamkeit wurde schon früh dafür kritisiert, dass sie aus mehreren Gründen sehr anfällig für Fehler sei. So sei es grundsätzlich sehr schwierig den Charakter eines Menschen zu ergründen, ein Problem, das sich durch die große zeitliche Distanz der Beurteilenden zu den Beurteilten noch erheblich verschärft. Abgesehen davon, dass das überlieferte Material sehr knapp sei,
 könne nicht sichergestellt werden, dass alle nötigen Informationen auch wirklich überliefert wurden. Auch seien teilweise widersprüchliche Angaben im Umlauf.

## Belege
1. ↑  Vgl. dazu Ather Shahbaz Hussain: The Nuzhah of Ibn Hajar al-‘Asqalānī (d. 852/1449); a translation and critical commentary. Doctoral thesis University of Birmingham 2012. S. 363–366. Hier online verfügbar.
2. ↑  Vgl. dazu Fuat Sezgin: Geschichte des arabischen Schrifttums. 1. Band: Qur’ānwissenschaften, Hadīṯ, Geschichte, Fiqh, Dogmatik, Mystik bis ca. 430 H. Leiden 1967. S. 208 u. 224.
3. ↑  Vgl. Carl Brockelmann: Geschichte der arabischen Litteratur. Leiden 1937–1949, Supplementband I, Seite 602.